# Marie-Hélène Dupard

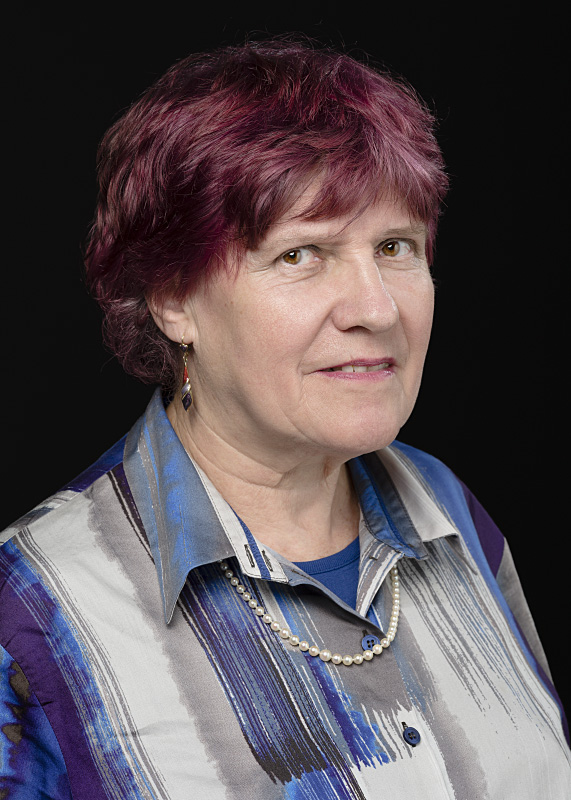
Marie-Hélène Dupard

Marie-Hélène Dupard Genton (* 17. Juli 1947) ist eine Sopransängerin und Chorleiterin, die im Schweizer Kanton Waadt aktiv ist.

## Biografie
Marie-Hélène Dupard wurde in Paris geboren, wo sie Pharmazie und Piano studierte. Nachdem sie mehrere Jahre in der Vokalgruppe Stéphane Caillat in Paris gesungen hatte, trat sie dem Ensemble vocal de Lausanne bei, das von Michel Corboz geleitet wurde. Während drei Jahren war sie seine Assistentin. Danach studierte sie Gesang am  Konservatorium Lausanne in der Klasse von Juliette Bise. 1978 erhielt sie einen ersten Preis und ein Konzertdiplom. Sie bildete sich weiter bei Persönlichkeiten wie René Jacobs oder Hans Hotter.
Ende 1970er Jahre wurde Marie-Hélène Dupard als Nachfolgerin von Michel Corboz Kapellmeisterin in der Kirche Notre-Dame du Valentin (Lausanne). Angeregt von Dante Granato, dem Organisten dieser Kirche, gründete sie 1977 den Chor Ensemble féminin de musique vocale, um  das reiche Repertoire von Vokalmusik für Frauenstimmen bekannt zu machen. Seit 1993 dirigiert sie den Chœur de Glâne, einem Kammerchor mit Sitz in Romont, der 2005 in Ensemble In Praesenti umbenannt wurde.
Neben ihrer Tätigkeit als Chorleiterin führte Marie-Hélène Dupard ihre Karriere als Solistin fort. Als Interpretin bevorzugte sie Oratorien und Kammermusik. Sie erarbeitete mehrere Werke von schweizerischen und französischen Komponisten, wie z. B. Harawi von Olivier Messiaen für Stimme und Piano. Einige Werke wurden von zeitgenössischen Komponisten für sie geschaffen, so Clair Obscur von Julien-François Zbinden über Gedichte von fünf verschiedenen Dichterinnen. Er widmete es Marie-Hélène Dupard und dem Ensemble féminin zu seinem 10. Geburtstag. Sie nahm verschiedene Platten auf, darunter Motetten für Frauenstimmen von Dante Granato und Stücke für Stimmen und Instrumente, veröffentlicht 1996 und 1998. Als Solistin sang sie 2005 in der Serie Eloge, welche dem Schweizer Komponisten Bernard Reichel (1901–1992) gewidmet war.

## Diskografie (Auswahl)
- Dante Granato: Musiques sacrées et profanes, pièces vocales et instrumentales, GAM, 1996
- Dante Granato: Motets pour voix de femmes et orgue, Gallo, 1975–1998
- Bernard Reichel: Eloge 5, Gallo, 2005
- Ensemble féminin de musique vocale de Lausanne, Benjamin Britten, CDs Audio Production
- Ensemble féminin de musique vocale de Lausanne, CDs Audio Production